# Marilyn Douala Bell
Pour les articles homonymes, voir Douala (homonymie) et Bell.
Marilyn Douala Bell, née en 1957, est une conservatrice de musée et curatrice camerounaise.  Elle est une princesse Douala, descendante de Rudolf Douala Manga Bell, roi du peuple Douala, pendu par les Allemands du Kamerun, le 8 août 1914. Socioéconomiste de formation, elle préside le centre d'art contemporain doual'art, qu'elle a fondé, en 1991 avec son mari Didier Schaub.

## Biographie

### Vie personnelle et formation
Marilyn Douala Bell, née en 1957, est la fille de René Douala Manga Bell, prince des Sawas et des Doualas, puis roi des Doualas, de septembre 1966 au 5 novembre 2012. Son arrière-grand-père, Rudolf Duala Manga Bell, roi des Doualas, de 1908 à 1913, est le chef résistant de la colonie allemande Kamerun. Dénoncé par Ibrahim Njoya, roi des Bamouns, il est arrêté puis pendu par les allemands, le 8 août 1914.
Elle fait des études universitaires en économie du développement à Paris. Elle épouse Didier Schaub, un étudiant, alsacien, en histoire de l'art et en gestion, qu'elle rencontre à l'université.
Son époux Didier Shaub décède le 14 novembre 2014 à Paris.

### Carrière
Elle commence sa carrière à Paris. En 1986, après leurs études, Marilyn Douala Bell et Didier Schaub déménagent au Cameroun.
Au Cameroun, de 1988 à 1993, elle occupe le poste de déléguée puis de directrice exécutive pour la région de l'Afrique centrale au sein de l'association pour la promotion des initiatives communautaires africaines (APICA), organisation non gouvernementale basée à Douala. Par ailleurs, de 1990 à 1991, elle documente et analyse les négociations entre la population locale, les fondateurs et les opérateurs publics pour le développement urbain de Douala, en coopération avec l'APICA, l'association française des volontaires du progrès et le groupe de recherches et d'échanges technologiques. Depuis 1994, elle collabore, en tant qu'expert international, dans le développement urbain et rural, avec le soutien de plusieurs organisations internationales et organismes gouvernementaux, comprenant le monde bancaire, la Commission européenne et certaines administrations politiques régionales européennes.

### Action dans le milieu culturel et de l'art
En 1991, Marilyn Douala Bell et son mari, fondent le centre d'art contemporain doual'art, qu'elle préside,. Le centre est implanté à La Pagode, une ancienne demeure des rois Douala Bell. Il s'agit pour eux d'un « laboratoire expérimental de nouvelles pratiques urbaines dans les villes africaines, orienté vers l'accompagnement et le soutien aux artistes qui s'intéressent, par leurs recherches et pratiques, aux questions urbaines ».
En 2007, avec son mari, elle crée le salon urbain de Douala, un festival triennal sur l'art public.
Elle contribue à des conférences, notamment sur les institutions culturelles indépendantes et sur les transformations artistiques et urbaines, notamment au 2010 Kenya Workshop, organisé par la fondation Mondriaan et au Curating in Africa Symposium au musée Tate Modern de Londres.

## Divers
Par le biais du centre doual'art, Marilyn Douala Bell et son mari contribuent à l'amélioration du cadre urbain de la ville de Douala, notamment par l'aménagement d'un jardin sonore, construit sur une ancienne décharge, au bord du fleuve Wouri,.

## Publications
- 1984 : (en) M. Douala Bell et L. Babina Douala in Translation. A view of the city and its creative transformative potentials - episode publishers - Rotterdam (2007)
- 1997 : Lexique du développement à la base - Éditions APICA (1997)
- 2007 La crise structurelle des économies minières africaines : les enseignements des années 70 - Université du Sussex (Institute of Development Studies) - (1984) -   (ISBN 978-90-5973-071-7)